# Frederik Ludvig Bang
Frederik Ludvig Bang, född den 5 januari 1747 i Egebjerg Sogn, död den 26 december 1820 i Köpenhamn, var en dansk läkare. Han var bror till juristen Oluf Lundt Bang och far till läkaren Oluf Lundt Bang.
Bang, som var medicine doktor, var överläkare på Frederiks Hospital i Köpenhamn 1775–1800, och från 1782 professor i medicin vid universitetet. Bang, som införde klinisk undervisning, var en framstående lärare. Han främjade i hög grad den medicinska vetenskapens utveckling. Utom fackvetenskapliga arbeten utgav han även ortodoxt religiösa skrifter. Han är upphovsmannen till Bangs nervdroppar.